# Ignasi Folch i Torres
Ignasi Folch i Torres (Barcelona, 30 de juliol de 1884 - 11 de novembre de 1927) fou un escriptor i periodista català.
Fill del matrimoni format pel dissenyador de mobles Lluís Folch i Brossa i Lluïsa Torres i Llinàs. Va néixer en el si d'una família burgesa catalanista i culta de sis germans (cinc nois i una noia). Alguns d'ells foren també coneguts en la vida cultural, educativa i intel·lectual catalana. Fou germà del novel·lista, narrador i autor teatral Josep Maria Folch i Torres, del poeta i polític Manuel Folch i Torres, del pedagog, escriptor i professor Lluís Folch i Torres i del museòleg, historiador i crític d'art Joaquim Folch i Torres.
Fundà les revistes Futurisme i Actualitats i l'Associació d'Amics de la Música. I entre el 1919 i el 1924 va ser director de la revista D'Ací D'Allà.
Es va casar amb Antònia Sancristòfol i Arboix, pianista, cantaire i professora de l'Orfeó Català.
Va morir als 44 anys, en mig d'una gran consternació de tota la cultura catalana.

## Obra literària
Narració
- Els adéus
- Ídol vivent
- Vides humils
- Les dues germanes (presentat als Jocs Florals de Barcelona de 1923)[6]

Teatre
- Mal d'amor
- Per damunt les boires